# Liste von Söhnen und Töchtern der Stadt Valencia
Die folgende Liste enthält in Valencia geborene Persönlichkeiten, chronologisch aufgelistet nach dem Geburtsjahr. Die Liste erhebt keinen Anspruch auf Vollständigkeit.

## Bis 1800

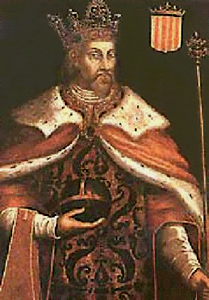
Peter III.

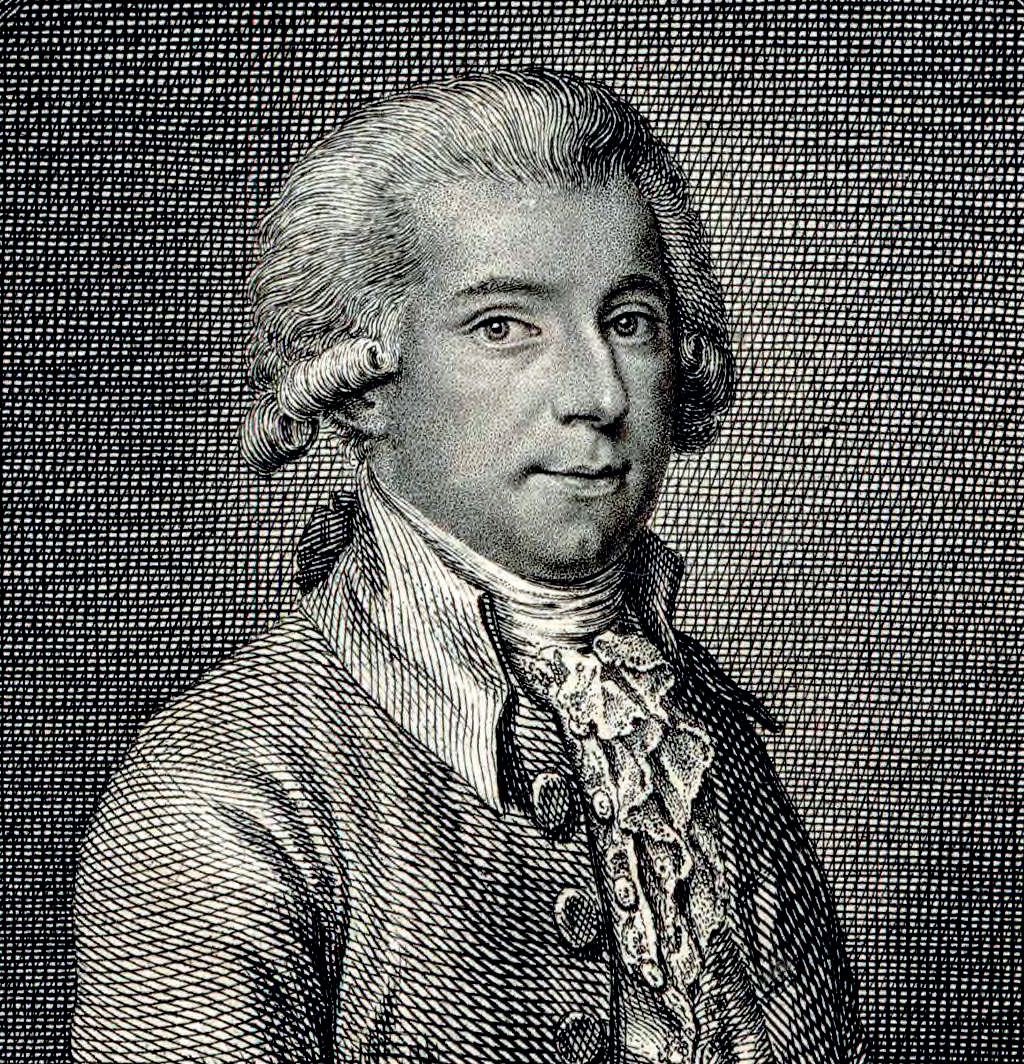
Vicente Martín y Soler

- Ibn Dschubair (1145–1217), arabischer Geograph und Reiseschriftsteller
- Peter III. (1240–1285), König von Aragonien, Graf von Barcelona und König von Sizilien
- Isaak ben Scheschet (1326–1408), jüdischer Gelehrter
- Francesc Eiximenis (um 1330–1409), Theologe und Enzyklopädist
- Vinzenz Ferrer (1350–1419), heiliger Dominikaner
- Bonifatius Ferrer (1355–1417), Kartäuser-Mönch und Ordensgeneral
- Gilabert de Pròixida i de Centelles (1370–1405), Dichter und Troubadour
- Ferdinand I. (1424–1494), von 1458 bis 1494 König von Neapel
- Jaime Serra i Cau (etwa 1427–1517), Geistlicher
- Juan de Castro (1431–1506), Kardinal
- Juan Castellar y de Borja (1441–1505), Kardinal
- Juan de Borja Lanzol de Romaní (1446–1503), Bischof und Erzbischof
- Francisco Lloris y de Borja (1470–1506), Kardinal
- Juan de Borja Llançol de Romaní (1470–1500), Kardinal
- Pere Antoni Beuter (um 1490–1554), Bibelexeget und Historiker
- Juan Luis Vives (1492–1540), Humanist
- Luis Beltrán (1526–1581), Heiliger
- Andrés Capilla (um 1530–1609), Geistlicher
- Gaspar Gil Polo (um 1535–1591), Schriftsteller
- Joan Felip Mei i Galès (um 1542–1612), Dichter, Humanist, Hochschullehrer und Buchdrucker
- Cristóbal de Virués (1550–1614), Soldat und Schriftsteller
- Baltasar von Marradas (1560–1638), Malteserritter, kaiserl. Feldmarschall, Statthalter in Böhmen
- Juan Bautista Comes (1568–1642), Kapellmeister und Komponist
- Guillén de Castro (1569–1631), Dramatiker
- Tomás Yepes (1598–1674), Stilllebenmaler des Siglo de Oro
- Antoni Margil de Jesús (1657–1726), Priester und Missionar
- José Herrando (1720/1721–1763), Violinist und Komponist
- Mariano Salvador Maella (1739–1819), Maler
- Antonio José Cavanilles (1745–1804), Botaniker
- Vicente Martín y Soler (1754–1806), Komponist
- Josef de Jaudenes y Nebot (1764–um 1813), Botschafter in den USA

## 1801 bis 1900

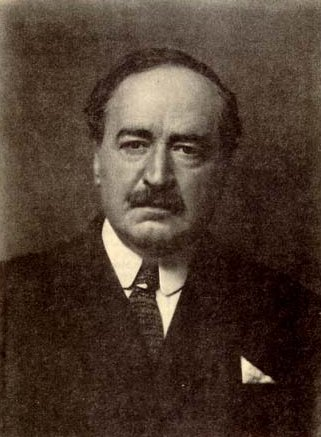
Vicente Blasco Ibáñez

- Mariano von Uria (1812–1876), Jurist und Hofbeamter, badischer Kammerherr
- Francisco Lersundi Hormaechea (1817–1874), Generalleutnant, Politiker und Regierungspräsident
- José María Orberá Carrión (1827–1886), Bischof
- Teodor Llorente i Olivares (1836–1911), Dichter
- Francisco Domingo (1842–1920), Maler
- Rafael Guastavino (1842–1908), Architekt und Baumeister
- Ignacio Pinazo (1849–1916), Maler
- Salvador Ibáñez (1854–1920), Gitarrenbauer
- Francisco María Cervera y Cervera (1858–1926), Ordensgeistlicher und römisch-katholischer Apostolischer Vikar von Marokko
- Enrique Reig y Casanova (1858–1927), Erzbischof von Toledo und Kardinal
- Joaquín Sorolla (1863–1923), Maler
- Juan Kardinal Benlloch y Vivó (1864–1926), Erzbischof von Burgos
- Joan Josep Laguarda i Fenollera (1866–1913), Bischof von Urgell, Jaén und Barcelona
- Vicente Blasco Ibáñez (1867–1928), Schriftsteller und Politiker
- Demetrio Ribes y Marco (1875–1921), Architekt
- Manuel Penella (1880–1939), Komponist der Romantik
- Ricardo Samper Ibáñez (1881–1938), Politiker und Ministerpräsident
- Francisco Javier Görlich (1886–1972), Architekt
- Vicente Rojo Lluch (1894–1966), General
- José Iturbi (1895–1980), Dirigent, Komponist, Pianist, Musikpädagoge und Schauspieler

## 1901 bis 1950

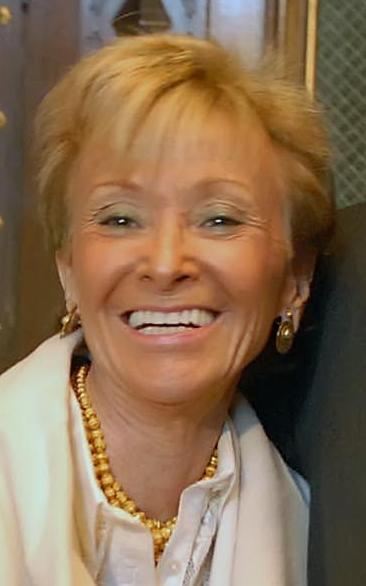
María Teresa Fernández de la Vega

- Helena Cortesina (1903–1984), Tänzerin, Schauspielerin und Regisseurin
- José Martí Llorca (1903–1997), argentinischer Violinist und Komponist
- François Paco (1903–1985), französischer Autorennfahrer
- José Baviera (1906–1981), mexikanischer Schauspieler, Regisseur und Drehbuchautor
- Josep Renau (1907–1982), Maler, Grafiker und Fotomontagekünstler
- Vicent Asencio (1908–1979), Komponist
- Manuela Ballester (1908–1994), Künstlerin, Feministin und Kommunistin
- Concha Piquer (1908–1990), Sängerin und Schauspielerin
- Alejandra Soler (1913–2017), Politikerin und Hochschullehrerin
- Emilio Benavent Escuín (1914–2008), römisch-katholischer Bischof
- Fernando Sánchez Polack (1920–1982), Schauspieler
- Luis García Berlanga (1921–2010), Filmregisseur
- Ricardo Blasco (1921–1994), Filmregisseur
- Pere Maria Orts i Bosch (1921–2015), Schriftsteller, Historiker, Heraldiker und Kunstsammler
- Ricardo María Kardinal Carles Gordó (1926–2013), Erzbischof von Barcelona
- Andreu Alfaro (1929–2012), Bildhauer und Zeichner
- Juan Genovés (1930–2020), Maler und Grafiker
- Gabriel Bermúdez Castillo (1934–2019), Schriftsteller und Science-Fiction-Autor
- Paco Ibáñez (* 1934), Liedermacher
- Jaime Brocal Remohi (1936–2002), Comiczeichner
- Enrique García Asensio (* 1937), Dirigent und Musikpädagoge
- Miguel González (1938–2022), Basketballspieler
- Santiago García Aracil (1940–2018), Geistlicher und Erzbischof von Mérida-Badajoz
- César Argilés (* 1941), Handballspieler und -trainer
- Eduardo Amorós (1943–2023), Reiter
- José Evangelista (1943–2023), Komponist
- Rafael Blanquer (* 1945), Weitspringer
- Robert Pastor i Castillo (* 1945), Schriftsteller
- Esteban Escudero Torres (1946–2025), römisch-katholischer Bischof
- Juan José Millás (* 1946), Schriftsteller
- Rita Barberá (1948–2016), Politikerin und Bürgermeisterin von Valencia
- Rolf Tarrach Siegel (* 1948), Physiker und Hochschullehrer
- Javier Salinas Viñals (* 1948), römisch-katholischer Geistlicher, Weihbischof in Valencia
- Dámaso de Lario (* 1949), Diplomat
- María Teresa Fernández de la Vega (* 1949), Politikerin
- Carmen Calvo Sáenz de Tejada (* 1950), Künstlerin
- Javier Mariscal (* 1950), Designer und Illustrator

## 1951 bis 1980

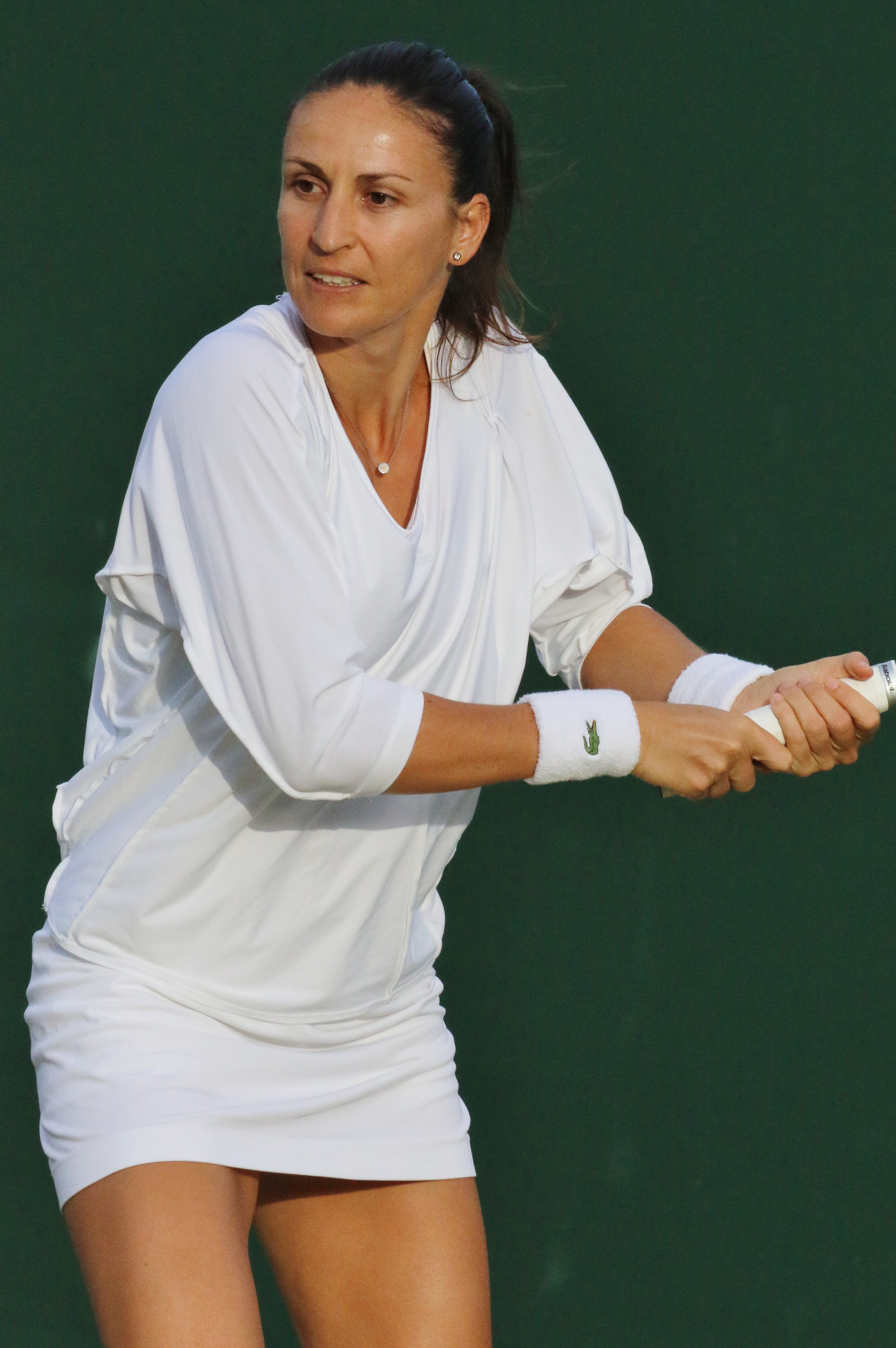
Arantxa Parra Santonja

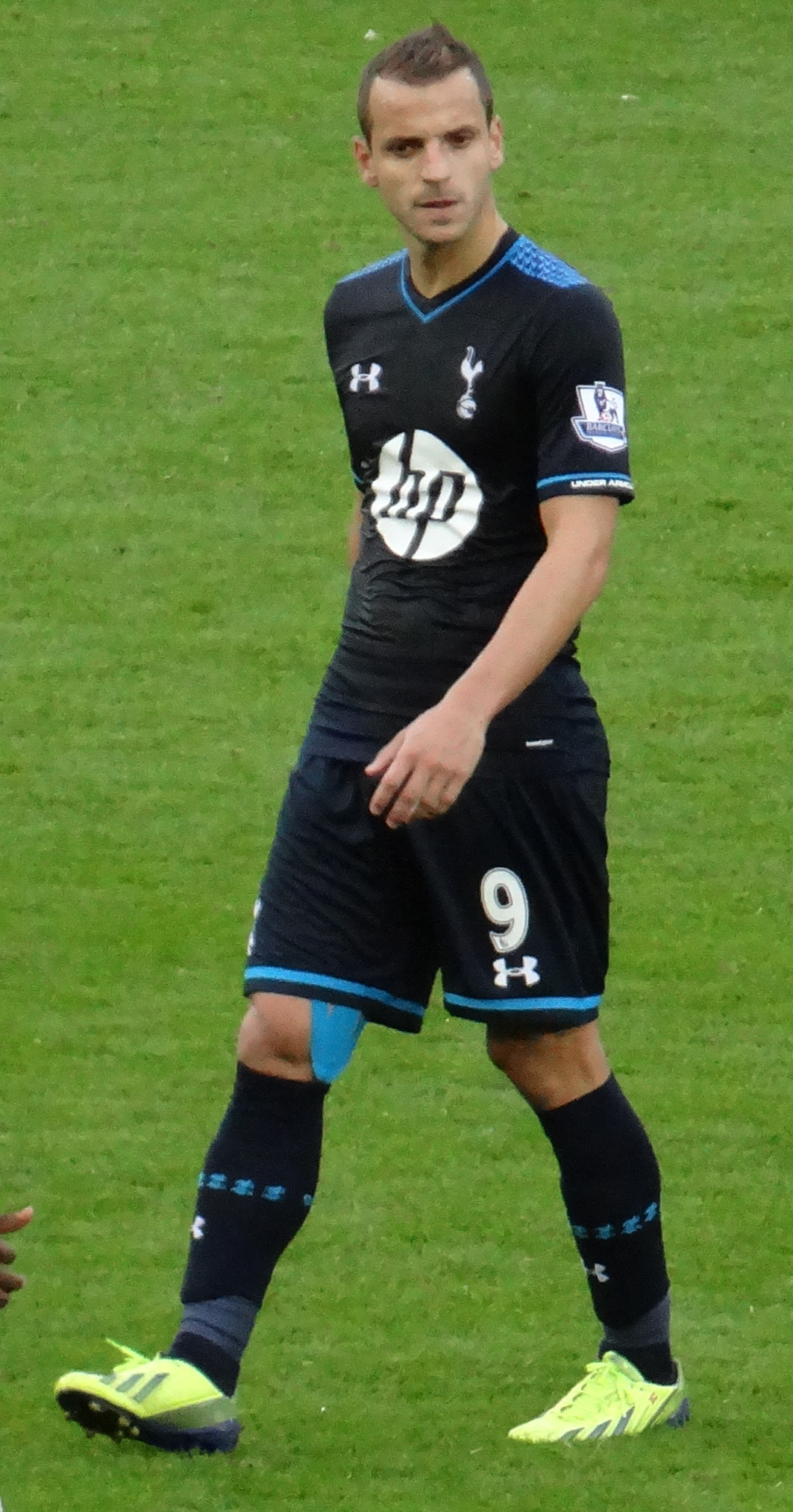
Roberto Soldado

- Santiago Calatrava (* 1951), Architekt, Künstler und Bauingenieur
- Susi Sánchez (* 1955), Schauspielerin
- Vicente Jarque (* 1956), Kunstwissenschaftler und Übersetzer
- Nacho Duato (* 1957), Balletttänzer und Choreograf
- Adrián Campos (1960–2021), Formel-1-Rennfahrer
- Alvaro Pascual-Leone (* 1961), Professor für Neurologie
- Eduardo Burguete (1962–2023), Moderner Fünfkämpfer und Triathlet
- Perico Sambeat (* 1962), Jazzmusiker
- Juan Francisco Alemany (* 1963), Handballspieler
- Salvador González Marco (* 1963), Fußballspieler
- Vicente Ridaura (* 1963), Radrennfahrer
- José Salvador Sanchis (* 1963), Radrennfahrer
- Ximo Tebar (* 1963), Jazzmusiker
- Estéban González Pons (* 1964), Politiker und Rechtsanwalt
- José Vicente Nácher Tatay (* 1964), Ordensgeistlicher und ernannter römisch-katholischer Erzbischof von Tegucigalpa in Honduras
- Santiago de Wit Guzmán (* 1964), römisch-katholischer Erzbischof und Diplomat des Heiligen Stuhls
- Fernando Gómez Colomer (* 1965), Fußballspieler
- Lucía Etxebarria (* 1966), Autorin
- Fernando Enrique Ramón Casas (* 1966), römisch-katholischer Geistlicher, Weihbischof in Valencia
- Jordi Sebastià i Talavera (* 1966), Politiker
- Francisco José Camarasa (* 1967), Fußballspieler
- Rafael Font de Mora (* 1968), Tennisspieler
- José Luis Oltra (* 1969), Fußballspieler und -trainer
- José Francisco Molina (* 1970), Fußballspieler
- Andrés Palop (* 1973), Fußballtorhüter
- Javi Navarro (* 1974), Fußballspieler
- José Enrique Gutiérrez (* 1974), Radrennfahrer
- David Bernabéu (* 1975), Radrennfahrer
- Ricardo Ten Argilés (* 1975), Paracycler und -schwimmer
- Rafael Casero (* 1976), Radrennfahrer
- Juanfran (* 1976), Fußballspieler
- Alfonso Palencia (* 1976), Tänzer und Choreograf
- Fran Silvestre (* 1976), Architekt
- Mar Galcerán (* 1977), Politikerin
- José Manuel Lara (* 1977), Profigolfer
- Bebe (* 1978), Sängerin und Schauspielerin
- Toni Belenguer (1978–2020), Jazzmusiker
- Albert Sanz (* 1978), Jazzmusiker
- Rodrigo Gimeno (* 1979), Fußballspieler
- Jonathan Rivera Vieco (* 1979), Handballspieler
- Ana Carrascosa (* 1980), Judoka
- Inma Cuesta (* 1980), Theater- und Filmschauspielerin

## 1981 bis 1990
- Vicente Rodríguez (* 1981), Fußballspieler
- Francisco Bosch (* 1982), Tänzer und Filmschauspieler
- Victoria Francés (* 1982), Künstlerin und Buchautorin
- Borja García (* 1982), Rennfahrer
- Anabel Medina Garrigues (* 1982), Tennisspielerin
- Didac Ortega Orts (* 1982), Radrennfahrer
- Arantxa Parra Santonja (* 1982), Tennisspielerin
- Raúl Albiol (* 1985), Fußballspieler
- Jaime Gavilán (* 1985), Fußballspieler
- Daniel Gimeno Traver (* 1985), Tennisspieler
- Roberto Soldado (* 1985), Fußballspieler
- José Enrique Sánchez (* 1986), Fußballspieler
- Adrián Campos jr. (* 1988), Autorennfahrer
- Víctor Claver (* 1988), Basketballspieler

## Ab 1991
- Carmen José (* 1991), Künstlerin
- Carles Gil (* 1992), Fußballspieler
- Isabel Góis (* 1995), portugiesische Handballspielerin
- Alejandro Grimaldo (1995), Fußballspieler
- Miguel Bernardeau (* 1996), Schauspieler
- Fátima Diame (* 1996), Weit- und Dreispringerin
- Carlos Anguita (* 1997), Karambolagespieler und Welt- und Europameister
- Carlos Soler (* 1997), Fußballspieler
- Carlos Taberner (* 1997), Tennisspieler
- Bernabé Zapata Miralles (* 1997), Tennisspieler
- Claudia Florentino (* 1998), Fußballspielerin
- Fran Villalba (* 1998), Fußballspieler
- Iker Lecuona (* 2000), Motorradrennfahrer
- Carlos Gimeno Valero (* 2001), Tennisspieler
- Daniel Martínez Jiménez (* 2002), Handballspieler
- Iván Ortolá (* 2004), Motorradrennfahrer
- Chema Andrés (* 2005), Fußballspieler
- Oskar Boesen (* 2005), dänischer Fußballspieler
- Adrián Cruces (* 2006), Motorradrennfahrer